# Kurt Gassen
Kurt Gassen (* 9. November 1892 in Berlin als Otto Gustav Curt Gassen; † 11. April 1981 in Hamburg) war ein deutscher Bibliothekar und Autor.

## Leben
Kurt Gassen studierte in Freiburg, Berlin und Greifswald Germanistik, Philosophie und Geschichte. 1917 wurde er in Greifswald promoviert und sammelte danach in Berlin und Kiel erste Erfahrungen im wissenschaftlichen Bibliotheksdienst. Dann ging Gassen nach Greifswald und wurde 1937 stellvertretender Direktor der dortigen Universitätsbibliothek. Da Gassen 1940 in die NSDAP eingetreten war, wurde er im März 1946 aus dem Bibliotheksdienst entlassen. Im Mai 1948 wurde er als „wissenschaftlicher Hilfsarbeiter“ wieder eingestellt. 1951 ging Gassen nach Berlin und wurde 1953 als Bibliothekar an der Deutschen Akademie der Wissenschaften und danach an der Deutschen Staatsbibliothek angestellt.
Die um 1944 entstandene Autobiografie des evangelischen Pfarrers und Schriftstellers Artur Brausewetter wurde infolge des Krieges nicht mehr veröffentlicht, ist jedoch durch Gassen überliefert und als Manuskript aus seinem Nachlass erhalten geblieben.

## Schriften (Auswahl)
- Die Chronologie der Novellen Heinrich von Kleists. Weimar 1920 (Diss.).
- Sibylle Schwarz. Eine pommersche Dichterin 1621-1638. Greifswald 1921.
- Pommersche Literatur von den ältesten Zeiten bis zur Gegenwart. Greifswald 1930.
- Pommersche Literatur der Gegenwart. Greifswald 1932.
- Die Anfänge neuniederdeutscher Literatur in Pommern 1770-1870. In: Pommersche Jahrbücher 29 (1935), S. 157–182.
- Unbekannte Pommernbriefe aus der Universitätsbibliothek Greifswald. Greifswald 1940.
- Hrsg. mit Michael Landmann: Buch des Dankes an Georg Simmel. Briefe, Erinnerungen, Bibliographie. Berlin 1958.